# Otto Freundlich

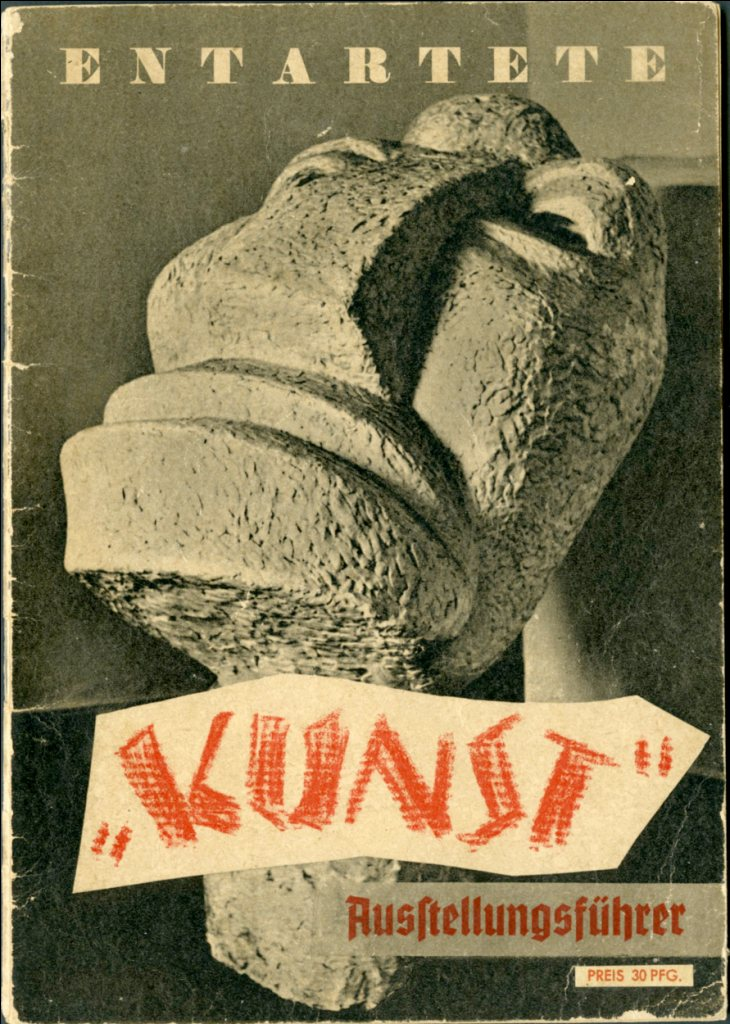
Rzeźba Der Neue Mensch autorstwa Ottona Freundlicha, na okładce katalogu wystawy sztuki zdegenerowanej zorganizowanej przez nazistów w roku 1937

Otto Freundlich (ur. 10 lipca 1878 w Słupsku, zm. 9 marca 1943 w obozie koncentracyjnym KL Lublin) – niemiecki malarz, rzeźbiarz i teoretyk pierwszej awangardy żydowskiego pochodzenia, jeden z pierwszych przedstawicieli sztuki abstrakcyjnej.

## Życiorys
Freundlich, który początkowo miał być handlowcem, a potem stomatologiem, malarstwem i rzeźbą zajął się dopiero w wieku 27 lat. Tworzył w Berlinie, Florencji i Paryżu. W stolicy Francji powstały jego pierwsze dzieła sztuki nieużytkowej, m.in. „Kompozycja dekoracyjna”.
Oryginalność prac Freundlicha, który własny styl wypracował eksperymentując z kubizmem, abstrakcjonizmem i konstruktywizmem, została na szerszą skalę zauważona przez krytyków sztuki w 1912, po udziale w prestiżowej wystawie Związku Artystów w Kolonii, gdzie artysta pokazał cztery obrazy. Rok później francuski poeta Guillaume Apollinaire w wydanym albumie „Nowoczesne malarstwo” nazwał go jednym z najbardziej interesujących malarzy niemieckich.
W latach 20. XX wieku Freundlich był już uznanym artystą. Po dojściu do władzy w Niemczech Adolfa Hitlera, naziści potępili sztukę Freundlicha. Uznali go za artystę zdegenerowanego i zniszczyli większość jego prac. Freundlich musiał uciekać z III Rzeszy do Francji. W 1943 odnalazło go tam Gestapo. Niedługo po aresztowaniu artysta zginął w obozie koncentracyjnym KL Lublin.
Freundlich stworzył ok. 550 różnego rodzaju dzieł. Niewiele z nich przetrwało do czasów współczesnych. Zachowane prace są prezentowane w nowojorskim Museum of Modern Art, paryskim Centre Georges Pompidou, monachijskim Neue Pinakothek. Największą kolekcję – 50 obrazów, rzeźb, rysunków, grafik, witraży i mozaik – posiada znajdujące się pod Paryżem Musée Tavet-Delacour. Dzięki współpracy z tym ostatnim, w 2008 roku Muzeum Pomorza Środkowego w Słupsku zorganizowało pierwszą w Polsce prezentację dzieł Freundlicha.
Największym, ale nigdy nie zrealizowanym przez Freundlicha projektem, były tzw. rzeźbiarskie drogi. Artysta chciał postawić w całej Europie monumentalne, 20–30-metrowe betonowe rzeźby, które stanowić miały największą międzynarodową plenerową ekspozycję sztuki, łączącą kraje i narody. Monumenty miał tworzyć dwie osie: północno–południową oraz zachodnio–wschodnią. Na ich skrzyżowaniu miała stanąć „Latarnia siedmiu sztuk”. Projekt ten zaczęło realizować w latach 70. Stowarzyszenie Europejska Droga Pokoju – Droga Rzeźb w Europie – Stowarzyszenie Otto Freundlicha z siedzibą w St. Wendel w Niemczech. Do roku 2007 powstały 53 rzeźby. Jedna z nich znajduje się w Słupsku.
W Słupsku wciąż stoi rodzinny dom artysty (przy ul. J. Tuwima - dawniej Hospitalstrasse - nr 34).